# 新漢普頓 (紐約州)
新漢普頓（英語：New Hampton）是位於美國紐約州奧蘭治縣的非建制地區。

## 歷史
新漢普頓的郵局自1844年營運至今。

## 地理
新漢普頓所處的海拔為高於海平面166米（即545英呎），而該地所採用的時區為UTC-5，即北美东部时区（EST）。同時該地設有夏令時間，為UTC-5調快一小時，即UTC-4（EDT）。